# Donis Escober
Donis Escober   (San Ignacio, 3 de febrer de 1981) és un futbolista hondureny de la dècada de 2010.
Fou internacional amb la selecció d'Hondures.
Pel que fa a clubs, destacà a Olimpia.